# Unité urbaine de Draguignan
L'unité urbaine de Draguignan est une unité urbaine française centrée sur la ville de Draguignan, sous-préfecture du Var dans la région Provence-Alpes-Côte d'Azur.

## Données générales
Selon le zonage de l'INSEE établi en 2010, l'unité urbaine de Draguignan regroupait sept communes, au lieu de trois lors du zonage de 1999, toutes situées dans le département du Var, plus précisément dans l'arrondissement de Draguignan.
Dans le nouveau zonage de 2020, elle est constituée de six communes, la commune de Vidauban constituant maintenant elle-même une unité urbaine.
En 2022, l'unité urbaine de Draguignan rassemble 72 674 habitants, se situant au troisième rang dans le département du Var après les unités urbaines de Toulon (1er rang départemental et préfecture du département) et de Fréjus qui se positionne au 2e rang départemental, cette dernière comptant également plus de 100 000 habitants au recensement de 2022. Elle devance l'unité urbaine de Brignoles qui se classe au 4e rang départemental.
Dans la région Provence-Alpes-Côte d'Azur où elle se situe, elle se place au sixième rang régional, étant devancée par l'unité urbaine de Fréjus (5e rang régional), mais précédant l'unité urbaine de Menton-Monaco (partie française) (7e rang régional), ces dernières ayant toutes entre 50 000 habitants et moins de 100 000 habitants.

## Composition 2020 de l'unité urbaine
Elle est constituée des 6 communes suivantes :
| Nom                       | Code Insee | Département | Statut       | Superficie (km2) | Population (dernière pop. légale) | Densité (hab./km2) | Modifier                                    |
| ------------------------- | ---------- | ----------- | ------------ | ---------------- | --------------------------------- | ------------------ | ------------------------------------------- |
| Draguignan (ville-centre) | 83050      | Var         | ville-centre | 53,75            | 40 789 (2022)                     | 759                | modifier les données · modifier les données |
| Les Arcs                  | 83004      | Var         | banlieue     | 54,26            | 7 844 (2022)                      | 145                | modifier les données · modifier les données |
| Flayosc                   | 83058      | Var         | banlieue     | 45,95            | 4 514 (2022)                      | 98                 | modifier les données · modifier les données |
| La Motte                  | 83085      | Var         | banlieue     | 28,12            | 3 050 (2022)                      | 108                | modifier les données · modifier les données |
| Le Muy                    | 83086      | Var         | banlieue     | 66,58            | 9 882 (2022)                      | 148                | modifier les données · modifier les données |
| Trans-en-Provence         | 83141      | Var         | banlieue     | 16,99            | 6 595 (2022)                      | 388                | modifier les données · modifier les données |

## Évolution démographique
| 1968   | 1975   | 1982   | 1990   | 1999   | 2006   | 2011   | 2016   | 2022   |
| ------ | ------ | ------ | ------ | ------ | ------ | ------ | ------ | ------ |
| 29 322 | 34 265 | 42 992 | 51 404 | 57 038 | 64 173 | 66 320 | 69 368 | 72 674 |